# Brigade de répression de l'action violente motorisée
La brigade de répression de l'action violente motorisée (BRAV-M) est une brigade mobile, constituée de binômes à moto, intervenant lors de manifestations ou de sécurisation sur la région parisienne. Elle a été créée début 2019 par le préfet de police de Paris Michel Delpuech dans le cadre du mouvement des Gilets jaunes.
Le préfet de police Didier Lallement avait modifié le fonctionnement du dispositif, en généralisant l'usage lors des manifestations à Paris et en y apposant un nouveau sigle. 
Elle fait partie de la Direction de l'ordre public et de la circulation (DOPC). En 2020, le service motocycliste de la 24-BRAVM est créé, les motocyclistes sont issus uniquement de ce service alors que les opérateurs (passager) sont issus des Compagnie d'intervention.
En 2024, la 24-BRAVM compte plus d'une centaine de motocyclistes dans ses rangs, mais avant qu'elle soit créée, les pilotes pouvait être issus de la division régionale motocycliste (DRM).

La BRAV-M est sous le coup de plusieurs enquêtes judiciaires pour des actes de violences sur des manifestants et fait l'objet, dans l'opinion et dans la classe politique, de débats sur sa légitimité et ses méthodes d'intervention, en particulier depuis le mouvement social contre le projet de réforme des retraites en France de 2023.

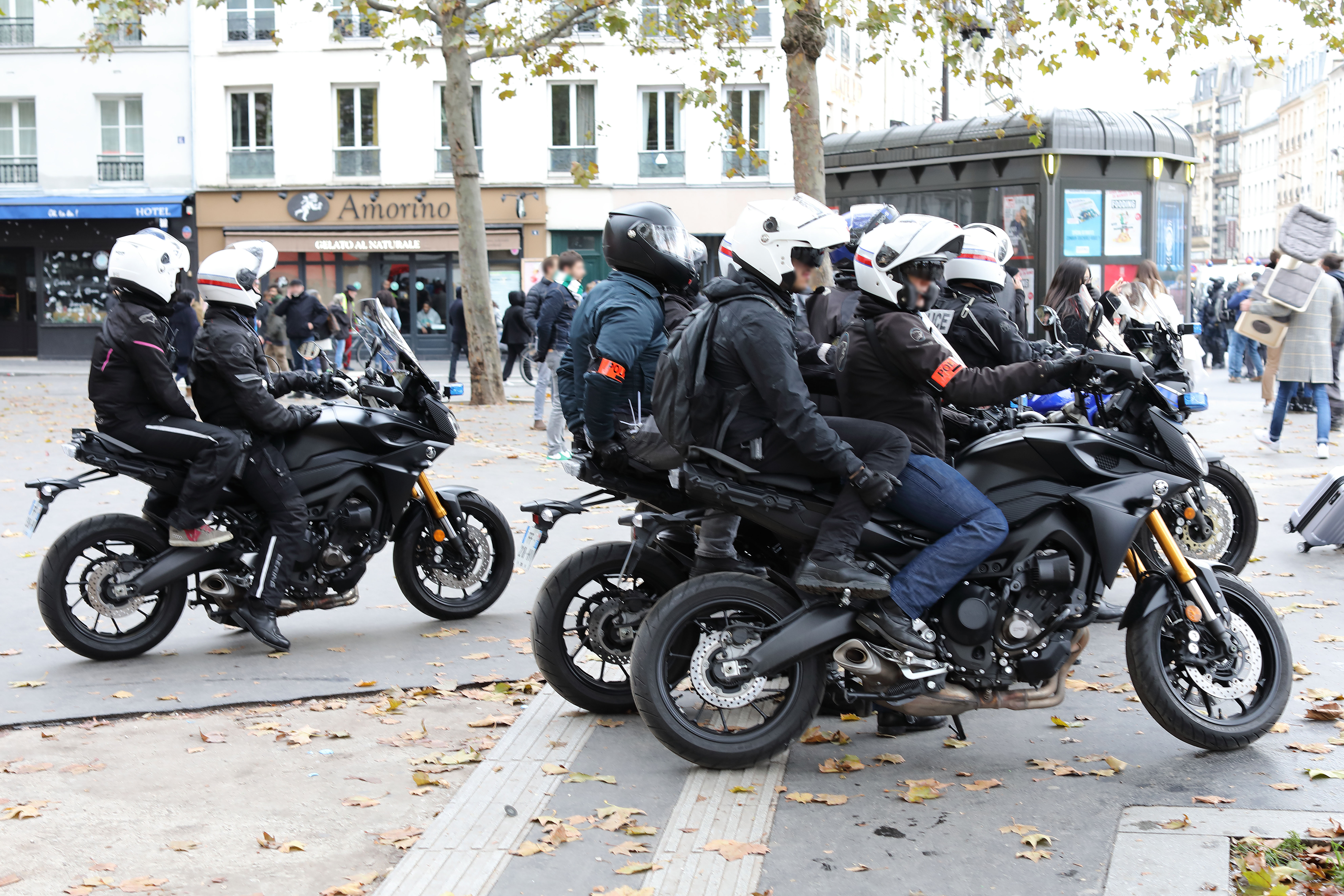
Équipes BRAV-M de la Police nationale lors d'une manifestation à Paris.

## Origines
Dans le cadre des véhémentes manifestations des Gilets jaunes pendant la première présidence d'Emmanuel Macron ayant conduit à une symbolique dégradation de l'Arc de triomphe le 1er décembre 2018, la préfecture s'efforce, à la suite de l'« acte III » de ce mouvement, de renforcer la mobilité de ses forces de sécurité pour tarir les nombreuses critiques quant à stratégie dite statique. Ainsi, la Direction de la sécurité de proximité de l'agglomération parisienne (DSPAP), qui supervise l'ensemble des commissariats de Paris et de la petite couronne, suggère de réquisitionner les motos afin d'accélérer le déploiement des forces de l'ordre et de faciliter les interpellations. Les Détachements d’action rapide (DAR) sont alors créés.
L'objectif de se déplacer rapidement pour faire face à des manifestants très mobiles n'est pas nouveau. En effet, un rapport du Sénat de 1987 souligne que la technique utilisée par pelotons de voltigeurs motorisés constitués après les manifestations de mai 1968,, alors aussi raccrochés à la préfecture de Paris à l'initiative du ministre de l'intérieur de l'époque, Raymond Marcellin n'est que « la reprise, modernisée, de celle qui était déjà employée avant guerre lorsque des gardes mobiles à cheval dispersaient les queues de manifestation à coups de plat de sabre »,. Les gardes à cheval sont retirés dans les années 1930 en raison des actions violentes des Camelots du roi, le service d'ordre du groupe d'extrême droite Action française, utilisant des cannes équipées de lames de rasoir pour blesser les chevaux.
Le Monde rapporte dans son récit « du jour où la doctrine du maintien de l’ordre a basculé » la création d'un dispositif mis en place par le ministère de l'Intérieur et de la Justice — dont Christophe Castaner et Nicole Belloubet assurent respectivement alors la fonction — pour définir le cadre juridique dans lequel les forces de l'ordre opèrent pour 8 décembre 2018. L'objectif principal étant de mener des vagues d'interpellations massives en amont de la manifestation, s'appuyant sur une série de réquisitions délivrées par les procureurs, dont les limites sont inhabituellement larges. Les détachements opèrent pour la première fois lors de ce dispositif exceptionnel mobilisant 120 000 policiers, gendarmes et pompiers, soit quasiment autant que le nombre de manifestants (125 000, dont 10 000 à Paris). Il débouche à 1 723 interpellations dans le pays et à la mise en garde à vue de 1 220 personnes. 264 personnes sont blessées, dont 38 parmi les forces de l'ordre.
Ces détachements deviennent début 2019 les brigades de répression de l’action violente motorisées (BRAVM),.

## Critiques d'une répression croissante

### Premières exactions

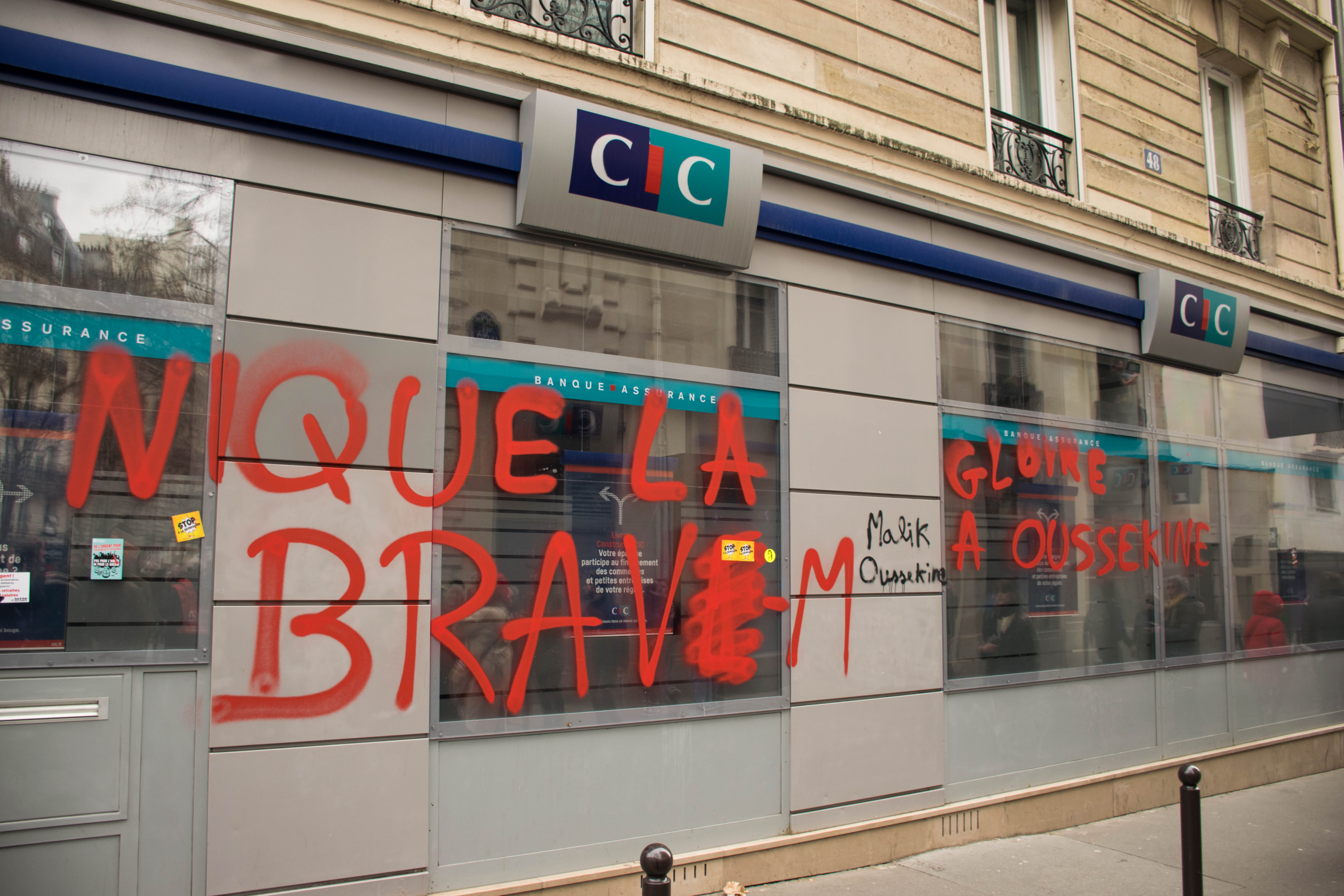
Slogan hostile à la BRAV-M tagué pendant la manifestation parisienne du 28 mars 2023 contre le projet de réforme des retraites.

Ces binômes de la BRAV-M sont comparés dès leur première année de création aux pelotons de voltigeurs motorisés constitués après les manifestations de mai 1968,. Ces formations finissent dissoutes en 1986 — sous le ministère de Charles Pasqua du gouvernement Jacques Chirac II lors de la première cohabitation. Une réponse politique à la mort de Malik Oussekine sous les coups de matraque de trois policiers en marge d’une manifestation étudiante contre la loi Devaquet ; devenant l'affaire Malik Oussekine,.

Par un procédé d'action similaire, le quotidien Libération relève que le 5 décembre 2019, lors de la manifestation contre la réforme des retraites, « en moins d'une heure, une brigade de répression de l'action violente a frappé à terre, sans raison apparente, plusieurs personnes, et lancé des grenades de désencerclement de manière irrégulière. » Les agents concernés ne portaient aucun numéro d’identification visible. Dans une vidéo virale on voit un gendarme mobile sermonner un groupe de BRAV-M en 2020.

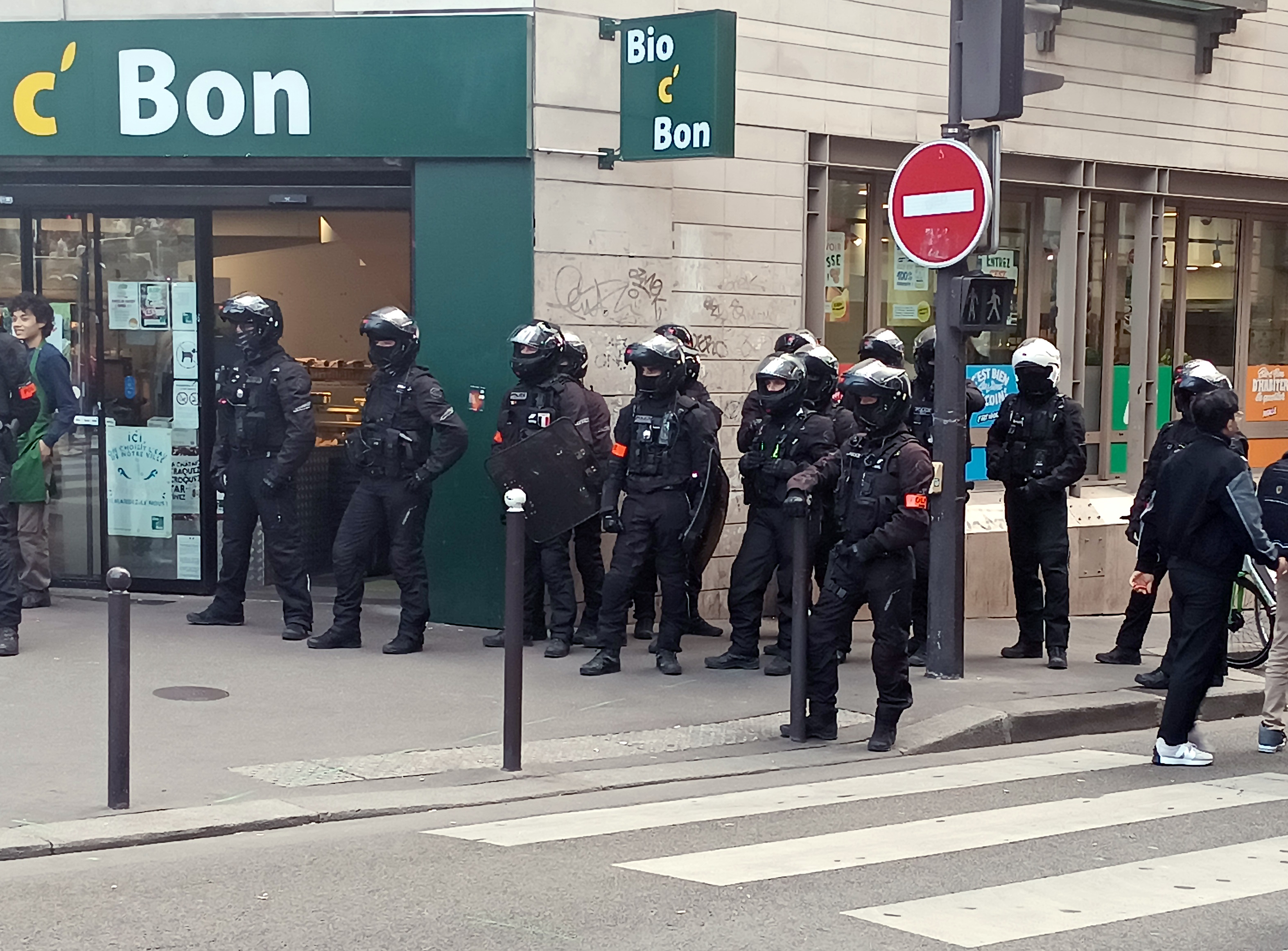
BRAV-M aux abords d'une manifestation parisienne en 2023.

### Une unité de contre-manifestation qui se médiatise
Le commissaire divisionnaire à la tête de la division d'information et d'intervention, dont fait partie la BRAV-M, filmé par Rémy Buisine en train de frapper à de nombreuses reprises un manifestant à terre le 30 janvier 2021, et membre du Syndicat des commissaires de la Police nationale, est selon StreetPress le frère d'un parrain de la mafia corse. Rétrogradé à plusieurs reprises, il aurait été transféré en raison de ces liens familiaux en 2016 à la Direction de l’ordre public et de la circulation (DOPC), avant d'être décoré en 2019,.
Le Monde publie en mars 2023 les extraits d'un enregistrement sonore d'une équipe des BRAV-M indiquant, selon le quotidien, un comportement en contradiction totale avec les règles déontologiques autant qu’avec la loi,. Les brigades de répression de l’action violente motorisée sont fréquemment accusées de violences,,,. Le journaliste Paul Boyer, collaborateur de Libération, explique comment les BRAV-M ont attaqué une manifestation pacifique contre la réforme des retraites de 2023, tabassant les manifestants. Lui-même, bien que portant un brassard l'identifiant comme journaliste, a eu le crâne ouvert et une main fracturée par les coups de matraque.
Le 24 mars 2023, le préfet de police Laurent Nuñez déclare qu'il va saisir l'IGPN pour enquêter sur les faits rapportés par les médias,,. Trois députés de La France insoumise écrivent au ministre de l'Intérieur pour demander le « démantèlement à titre provisoire de la Brav-M ». Le 25 mars 2023, les médias confirment que l'IGPN a été saisie. Les policiers en cause sont identifiés sans être suspendus, et deux manifestants ont porté plainte.  Dans l'affaire d'un étudiant de 20 ans blessé lors des évènements de du mois mars, dont Médiapart révèle le procès-verbal de la seconde garde à vue,,,, deux policiers de la BRAV-M sont renvoyés en septembre 2023 devant le tribunal de Bobigny pour des faits de violences. Trois policiers sont déclarés, par le tribunal correctionnel de Bobigny, coupables de violences à l'encontre de cet étudiant, et condamnés le 10 juillet 2025 à des peines allant jusqu'à un an de prison avec sursis.
En mars 2023, une pétition pour dissoudre les BRAV-M est déposée sur le site de l'Assemblée nationale. Elle dépasse les 100 000 signatures citoyennes pour la première fois depuis la mise en place de cette procédure, et en seulement cinq jours,. La pétition atteint les 200 000 signatures citoyennes le 30 mars après-midi mais est classée par la commission des lois de l'Assemblée nationale le 5 avril 2023 après avoir recueilli 263 887 signatures.
Un rapport de l'Observatoire parisien des libertés publiques, organisme mis en place par la ligue des droits de l'Homme et le syndicat des avocats de France, fondé sur 90 observations des pratiques de maintien de l’ordre à Paris, depuis 2019, critique en avril 2023 des brigades « violentes et dangereuses, promptes à faire dégénérer les situations » et estime que « la BRAV-M a développé un style qui puise dans les répertoires de la chasse, du film d’action, du virilisme et de l’intimidation ».
Les modalités de ses interventions sont à nouveau dénoncées en juillet 2023 après l’interpellation violente du frère d’Adama Traoré, Yssoufou, en marge d’une manifestation parisienne ; celui-ci est libéré d’une brève garde à vue avec de nombreuses blessures.
Un piéton meurt à Paris le 12 décembre 2023, après avoir été percuté par un motard de la BRAV-M (le parquet a classé la procédure) et une enquête administrative est ouverte après que l’association Utopia 56 diffuse des images montrant des agents de la BRAV-M brutaliser un jeune migrant.
En juillet 2024, Le Monde révèle que le chef de l'unité est mis en examen depuis janvier 2024 pour violences lors d'une manifestation à Paris en novembre 2020. Il lui est reproché d'avoir fracturé le nez d’un journaliste et frappé un étudiant au sol au cours d’une manifestation contre la loi dite « de sécurité globale » à Paris.